# Gambrinus liga 2012/2013
Sezóna 2012/13 byla jubilejním 20. ročníkem nejvyšší české fotbalové soutěže. Tento ročník Gambrinus ligy začal ve druhé polovině července roku 2012 a skončil 1. června 2013. Hrací systém byl stejný jako v předcházejících sezónách. Každý tým se utkal s každým, a to jeden zápas na domácí půdě, a jarní odveta pak na hřišti soupeře. Sezona byla přerušena zimní přestávkou po odehrání 16. kola. Mistrovský titul z minulého ročníku obhajoval FC Slovan Liberec, který český fotbal reprezentoval ve 2. předkole Ligy mistrů, stejně jako vítěz ligy na konci nadcházející sezony. Mezi elitu se pro tento ročník vrátil po šestileté pauze tým FC Vysočina Jihlava a po roce i FC Zbrojovka Brno.
Titul v tomto ročníku získalo mužstvo FC Viktoria Plzeň, na druhé pozici skončil celek AC Sparta Praha a mužstvo Slovanu Liberec obsadilo třetí příčku. Viktoriáni si tak zajistili účast ve 2. předkole Ligy mistrů pro sezónu 2013/14. Druhý a třetí tým si zajistil účast ve druhém předkole Evropské ligy. Z tohoto ročníku sestoupily poslední dva týmy soutěže FC Hradec Králové a SK Dynamo České Budějovice umístěné na 15. a 16. místě. Nejlepším střelcem této sezony se s dvaceti brankami stal David Lafata, který v podzimní části nastupoval za tým FK Baumit Jablonec a na jaře střílel branky za pražskou Spartu.

## Lokalizace
- Praha – FK Dukla Praha, AC Sparta Praha, SK Slavia Praha
- Moravskoslezský kraj – FC Baník Ostrava
- Zlínský kraj – 1. FC Slovácko
- Středočeský kraj – 1. FK Příbram, FK Mladá Boleslav
- Liberecký kraj – FK Baumit Jablonec, FC Slovan Liberec
- Ústecký kraj – FK Teplice
- Královéhradecký kraj – FC Hradec Králové
- Plzeňský kraj – FC Viktoria Plzeň
- Olomoucký kraj – SK Sigma Olomouc
- Jihočeský kraj – SK Dynamo České Budějovice
- Kraj Vysočina – FC Vysočina Jihlava
- Jihomoravský kraj – FC Zbrojovka Brno

## Kluby
| Klub                       | Stadion                                     | Kapacita | První ročník | Počet titulů | Počet sezón |
| -------------------------- | ------------------------------------------- | -------- | ------------ | ------------ | ----------- |
| SK Slavia Praha            | Eden Aréna                                  | 21 000   | 1925         | 16 (+1)      | 84          |
| FC Vysočina Jihlava        | Stadion v Jiráskově ulici                   | 4 025    | 2005/06      | 0            | 2           |
| AC Sparta Praha            | Generali Arena                              | 20 854   | 1925         | 32 (+3)      | 87          |
| FK Teplice                 | Na Stínadlech                               | 18 221   | 1948         | 0            | 38          |
| FC Baník Ostrava           | Bazaly                                      | 17 372   | 1937/38      | 4            | 70          |
| SK Sigma Olomouc           | Andrův stadion                              | 12 566   | 1982/83      | 0            | 30          |
| FC Viktoria Plzeň          | Doosan Arena                                | 12 500   | 1931/32      | 2            | 49          |
| FC Slovan Liberec          | Stadion U Nisy                              | 9 900    | 1993/94      | 3            | 20          |
| 1. FK Příbram              | Na Litavce                                  | 9 100    | 1997/98      | 0            | 15          |
| 1. FC Slovácko             | Městský fotbalový stadion Miroslava Valenty | 8 121    | 2000/01      | 0            | 11          |
| FC Hradec Králové          | Všesportovní stadion                        | 7 000    | 1956         | 1            | 28          |
| SK Dynamo České Budějovice | Fotbalový stadion Střelecký ostrov          | 6 681    | 1947/48      | 0            | 22          |
| FK Baumit Jablonec         | Chance Arena                                | 6 280    | 1974/75      | 0            | 21          |
| FC Zbrojovka Brno          | Městský fotbalový stadion Srbská            | 12 550   | 1933/34      | 1            | 54          |
| FK Mladá Boleslav          | Městský stadion                             | 5 000    | 2004/05      | 0            | 9           |
| FK Dukla Praha             | Na Julisce                                  | 4 560    | 1948         | 11           | 48          |

## Konečná tabulka
| Poř. | Tým                        | Z  | V  | R  | P  | VG | OG | B  |
| ---- | -------------------------- | -- | -- | -- | -- | -- | -- | -- |
| 1.   | FC Viktoria Plzeň          | 30 | 20 | 5  | 5  | 54 | 21 | 65 |
| 2.   | AC Sparta Praha            | 30 | 19 | 6  | 5  | 55 | 23 | 63 |
| 3.   | FC Slovan Liberec (C)      | 30 | 16 | 6  | 8  | 46 | 34 | 54 |
| 4.   | FK Baumit Jablonec (P)     | 30 | 13 | 10 | 7  | 49 | 41 | 49 |
| 5.   | SK Sigma Olomouc           | 30 | 13 | 8  | 9  | 38 | 29 | 47 |
| 6.   | FK Dukla Praha             | 30 | 11 | 13 | 6  | 48 | 37 | 46 |
| 7.   | SK Slavia Praha            | 30 | 11 | 9  | 10 | 41 | 33 | 42 |
| 8.   | FK Mladá Boleslav          | 30 | 10 | 8  | 12 | 34 | 43 | 38 |
| 9.   | 1. FC Slovácko             | 30 | 10 | 7  | 13 | 37 | 41 | 37 |
| 10.  | FC Vysočina Jihlava (N)    | 30 | 7  | 15 | 8  | 36 | 42 | 36 |
| 11.  | 1. FK Příbram              | 30 | 7  | 11 | 12 | 27 | 39 | 32 |
| 12.  | FK Teplice                 | 30 | 8  | 8  | 14 | 36 | 47 | 32 |
| 13.  | FC Zbrojovka Brno (N)      | 30 | 9  | 5  | 16 | 34 | 53 | 32 |
| 14.  | FC Baník Ostrava           | 30 | 7  | 8  | 15 | 34 | 44 | 29 |
| 15.  | SK Dynamo České Budějovice | 30 | 7  | 5  | 18 | 24 | 49 | 26 |
| 16.  | FC Hradec Králové          | 30 | 5  | 10 | 15 | 27 | 44 | 25 |

Poznámky:
- Z = Odehrané zápasy; V = Vítězství; R = Remízy; P = Prohry; VG = Vstřelené góly; OG = Obdržené góly; B = Body
- N = nováček (minulou sezónu hrál nižší soutěž a postoupil); C = obhájce titulu; P = vítěz českého poháru

|  | Postup do 2. předkola Ligy mistrů 2013/14   |
|  | Postup do 3. předkola Evropské ligy 2013/14 |
|  | Postup do 2. předkola Evropské ligy 2013/14 |
|  | Sestup do FNL 2013/14                       |

### Střelci
| Pořadí | Střelec          | Klub                                  | Góly |
| ------ | ---------------- | ------------------------------------- | ---- |
| 1.     | David Lafata     | FK Baumit Jablonec AC Sparta Praha    | 20   |
| 2.     | Michal Ordoš     | SK Sigma Olomouc                      | 14   |
| 2.     | Václav Kadlec    | AC Sparta Praha                       | 14   |
| 4.     | Libor Došek      | 1. FC Slovácko                        | 13   |
| 5.     | Aidin Mahmutović | FK Teplice                            | 12   |
| 6.     | Stanislav Tecl   | FC Vysočina Jihlava FC Viktoria Plzeň | 10   |
| 6.     | Marek Bakoš      | FC Viktoria Plzeň                     | 10   |
| 8.     | Zbyněk Pospěch   | FK Dukla Praha                        | 9    |
| 9.     | Jiří Štajner     | FC Slovan Liberec                     | 8    |
| 9.     | Karol Kisel      | SK Slavia Praha                       | 8    |
| 9.     | Tomáš Čížek      | FK Baumit Jablonec                    | 8    |
| 9.     | Michael Rabušic  | FC Slovan Liberec                     | 8    |

### Pořadí po jednotlivých kolech
| Klub / kolo | 1     | 2  | 3  | 4  | 5  | 6  | 7  | 8  | 9  | 10 | 11 | 12 | 13 | 14 | 15 | 16 | 17 | 18 | 19 | 20 | 21 | 22 | 23 | 24 | 25 | 26 | 27 | 28 | 29 | 30 |   |
| ----------- | ----- | -- | -- | -- | -- | -- | -- | -- | -- | -- | -- | -- | -- | -- | -- | -- | -- | -- | -- | -- | -- | -- | -- | -- | -- | -- | -- | -- | -- | -- | - |
| Klub / kolo | Plzeň | 2  | 2  | 6  | 3  | 2  | 2  | 1  | 1  | 2  | 4  | 4  | 4  | 3  | 1  | 1  | 1  | 1  | 1  | 1  | 1  | 1  | 1  | 1  | 1  | 1  | 1  | 1  | 1  | 1  | 1 |
| Sparta      | 9     | 4  | 1  | 1  | 1  | 1  | 2  | 3  | 4  | 2  | 3  | 2  | 4  | 2  | 2  | 3  | 2  | 2  | 2  | 2  | 2  | 2  | 2  | 2  | 2  | 2  | 2  | 2  | 2  | 2  |   |
| Liberec     | 1     | 1  | 4  | 4  | 3  | 4  | 6  | 6  | 8  | 9  | 7  | 7  | 5  | 7  | 9  | 9  | 7  | 7  | 7  | 7  | 7  | 5  | 5  | 5  | 5  | 3  | 3  | 3  | 3  | 3  |   |
| FK Jablonec | 3     | 3  | 2  | 2  | 4  | 3  | 3  | 1  | 1  | 1  | 1  | 1  | 2  | 3  | 3  | 2  | 3  | 3  | 4  | 4  | 4  | 3  | 3  | 3  | 3  | 5  | 6  | 6  | 5  | 4  |   |
| Olomouc     | 11    | 7  | 7  | 8  | 9  | 6  | 4  | 4  | 3  | 3  | 2  | 3  | 1  | 4  | 4  | 4  | 4  | 4  | 3  | 3  | 3  | 4  | 4  | 4  | 4  | 4  | 4  | 4  | 6  | 5  |   |
| Dukla       | 9     | 12 | 5  | 7  | 8  | 11 | 10 | 11 | 11 | 10 | 10 | 11 | 8  | 5  | 7  | 6  | 6  | 6  | 6  | 6  | 6  | 7  | 7  | 6  | 6  | 6  | 5  | 5  | 4  | 6  |   |
| Slavia      | 7     | 10 | 11 | 12 | 7  | 8  | 7  | 7  | 5  | 6  | 6  | 5  | 6  | 8  | 11 | 11 | 11 | 11 | 9  | 8  | 8  | 8  | 9  | 8  | 8  | 8  | 8  | 7  | 7  | 7  |   |
| Boleslav    | 11    | 8  | 8  | 5  | 5  | 9  | 12 | 10 | 10 | 11 | 12 | 10 | 11 | 9  | 5  | 5  | 5  | 5  | 5  | 5  | 5  | 6  | 6  | 7  | 7  | 7  | 7  | 8  | 8  | 8  |   |
| Slovácko    | 11    | 15 | 16 | 16 | 14 | 10 | 8  | 9  | 9  | 7  | 8  | 8  | 9  | 6  | 8  | 8  | 9  | 8  | 8  | 9  | 10 | 11 | 12 | 12 | 11 | 10 | 11 | 11 | 9  | 9  |   |
| Jihlava     | 7     | 11 | 12 | 10 | 10 | 7  | 5  | 8  | 6  | 8  | 9  | 9  | 10 | 11 | 10 | 10 | 10 | 9  | 11 | 10 | 11 | 9  | 8  | 9  | 9  | 9  | 9  | 9  | 10 | 10 |   |
| Příbram     | 16    | 16 | 15 | 15 | 16 | 15 | 15 | 15 | 16 | 14 | 16 | 13 | 15 | 15 | 16 | 16 | 16 | 16 | 16 | 13 | 14 | 12 | 13 | 13 | 12 | 13 | 14 | 14 | 12 | 11 |   |
| Teplice     | 4     | 5  | 10 | 9  | 12 | 13 | 14 | 14 | 15 | 12 | 14 | 14 | 16 | 14 | 15 | 14 | 14 | 14 | 14 | 14 | 15 | 15 | 14 | 14 | 15 | 14 | 11 | 13 | 14 | 12 |   |
| Brno        | 4     | 5  | 3  | 6  | 6  | 5  | 9  | 5  | 7  | 5  | 5  | 6  | 7  | 10 | 6  | 7  | 8  | 10 | 12 | 12 | 12 | 13 | 11 | 11 | 10 | 11 | 12 | 10 | 11 | 13 |   |
| Ostrava     | 14    | 13 | 9  | 11 | 11 | 12 | 13 | 13 | 14 | 16 | 15 | 16 | 14 | 16 | 14 | 12 | 12 | 12 | 10 | 11 | 9  | 10 | 10 | 10 | 13 | 12 | 13 | 12 | 13 | 14 |   |
| Budějovice  | 4     | 8  | 13 | 13 | 15 | 16 | 16 | 16 | 13 | 15 | 13 | 15 | 13 | 12 | 13 | 15 | 15 | 15 | 15 | 16 | 16 | 16 | 16 | 16 | 16 | 16 | 16 | 16 | 15 | 15 |   |
| Hradec      | 15    | 14 | 14 | 14 | 13 | 14 | 11 | 12 | 12 | 13 | 11 | 12 | 12 | 13 | 12 | 13 | 13 | 13 | 13 | 15 | 13 | 14 | 15 | 15 | 14 | 15 | 15 | 15 | 16 | 16 |   |

### Křížová tabulka
| Domácí \ Hosté | BRN | CBU | DUK | HKR | JAB | JIH | LIB | MLB | OLO | OST | PLZ | PRI | SLA | SLO | SPA | TEP |
| Brno           |     | 3–1 | 1–3 | 1–3 | 1–4 | 5–1 | 2–1 | 1–1 | 2–0 | 2–1 | 1–3 | 1–0 | 0–1 | 1–3 | 3–2 | 1–1 |
| Č. Budějovice  | 1–1 |     | 1–1 | 1–0 | 2–1 | 2–1 | 0–2 | 0–1 | 1–0 | 1–2 | 0–1 | 0–1 | 2–1 | 0–0 | 0–2 | 3–2 |
| Dukla          | 3–2 | 4–0 |     | 1–0 | 5–1 | 2–2 | 3–0 | 2–1 | 0–0 | 2–0 | 1–4 | 1–0 | 0–0 | 2–2 | 1–1 | 4–0 |
| Hradec Kr.     | 2–0 | 0–1 | 0–3 |     | 2–2 | 1–1 | 2–2 | 2–2 | 0–2 | 1–1 | 0–3 | 0–0 | 3–2 | 2–3 | 1–2 | 2–0 |
| Jablonec       | 2–1 | 2–1 | 2–2 | 3–2 |     | 1–1 | 1–0 | 2–3 | 2–1 | 2–0 | 1–3 | 2–2 | 0–0 | 4–1 | 1–2 | 0–0 |
| Jihlava        | 2–0 | 1–0 | 1–1 | 0–0 | 0–1 |     | 0–0 | 1–0 | 1–1 | 3–2 | 1–1 | 2–1 | 3–1 | 1–1 | 1–1 | 1–1 |
| Liberec        | 2–0 | 3–1 | 3–2 | 1–0 | 1–0 | 1–1 |     | 2–0 | 1–0 | 2–2 | 1–2 | 1–1 | 0–0 | 3–2 | 2–0 | 3–1 |
| Ml. Boleslav   | 1–0 | 3–2 | 3–0 | 1–0 | 1–1 | 1–3 | 2–3 |     | 0–1 | 2–0 | 0–2 | 1–0 | 1–0 | 2–0 | 1–1 | 0–4 |
| Olomouc        | 1–1 | 1–0 | 2–1 | 1–1 | 0–1 | 3–0 | 3–0 | 2–2 |     | 1–0 | 0–1 | 6–1 | 2–1 | 2–0 | 0–3 | 0–2 |
| Ostrava        | 1–1 | 0–0 | 2–2 | 3–0 | 0–1 | 1–0 | 0–1 | 2–2 | 1–2 |     | 1–3 | 2–0 | 2–2 | 2–1 | 0–1 | 3–2 |
| Plzeň          | 2–3 | 3–2 | 4–0 | 3–0 | 1–1 | 1–0 | 1–2 | 2–0 | 3–0 | 1–1 |     | 2–0 | 0–1 | 1–1 | 1–0 | 2–1 |
| Příbram        | 2–0 | 1–1 | 1–1 | 0–0 | 3–3 | 2–2 | 0–4 | 1–1 | 0–2 | 2–1 | 1–0 |     | 2–0 | 0–1 | 0–0 | 3–1 |
| Slavia         | 5–0 | 3–0 | 0–0 | 3–0 | 5–1 | 3–3 | 3–1 | 1–1 | 1–1 | 0–2 | 0–1 | 2–1 |     | 1–0 | 1–0 | 2–0 |
| Slovácko       | 0–1 | 2–0 | 0–0 | 1–1 | 0–1 | 3–0 | 0–3 | 3–1 | 1–1 | 2–0 | 0–2 | 0–1 | 3–0 |     | 1–4 | 2–1 |
| Sparta         | 2–0 | 3–1 | 3–0 | 1–0 | 2–2 | 2–2 | 2–1 | 4–0 | 1–2 | 2–0 | 1–0 | 2–1 | 3–1 | 4–0 |     | 1–0 |
| Teplice        | 2–0 | 4–0 | 1–1 | 0–2 | 0–4 | 3–1 | 3–0 | 1–0 | 1–1 | 3–2 | 1–1 | 0–0 | 1–1 | 0–4 | 0–3 |     |

Aktualizováno po zápasech hraných 1. června 2013
Zdroj: Gambrinus Liga

Vysvětlivky
1. ↑  Domácí tým je uveden v levém sloupci

Barvy: Modrá = výhra domácích; Žlutá = remíza; Červená = výhra hostů

## Souhrn

### Letní přestávka

#### Pohárové zápasy
V letní pauze po skončení ročníku 2011/2012 se šestnáct prvoligových mužstev připravovalo na nadcházející sezónu. V zahraničí reprezentovaly český klubový fotbal týmy mistrovského Slovanu Liberec a mužstva AC Sparty Praha, FC Viktorie Plzeň a FK Mladé Boleslavi. O možnost účasti v Evropské lize byla kvůli trestu v korupční kauze připravena Sigma Olomouc. Boleslav si ve druhém předkole poradila s islandským týmem Þór Akureyri, avšak s poháry se rozloučila vzápětí po dvou porážkách od favorizovaného holandského FC Twente. Nedařilo se ani mistru z Liberce, který sice přešel ve druhém předkole Ligy mistrů přes kazašský Šachťor Karaganda, avšak ve třetím předkole hraném na přelomu července a srpna vypadnul s rumunskou Kluží a z Evropské ligy jej následně vyřadil ve čtvrtém předkole ukrajinský FK Dněpr Dněpropetrovsk. Spartě i Viktorii se vedlo mnohem lépe a oběma se podařilo probojovat se až do základních skupin Evropské ligy. Plzeň postupně vyřadila celky Metalurgi Rustavi, Ruch Chorzów a KSC Lokeren. Pražané přešli přes mužstva FC Admira Wacker Mödling a Feyenoord.

#### Ambice mužstev před zahájením ročníku
Mistr minulého ligového ročníku Slovan Liberec nastupoval do toho nového s cílem obhájit prvenství a uspět v předkolech ligy mistrů. Tým, který se musel vypořádat s odchodem krajního obránce Theodora Gebre Selassieho, však do přípravy nenastoupil v dobré formě, neuspěl ve finále Superpoháru, v němž podlehnul olomoucké Sigmě a brzy vypadnul z předkol Ligy mistrů a také Evropské ligy.
Ambiciózní Sparta Praha s novým trenérem Vítězslavem Lavičkou před sezónou tradičně pomýšlela na ligový titul. Kromě zápasu o něj se Pražané soustředili též na boj v Evropské lize. Oproti minulým ročníkům nepřivedla Sparta na Letnou žádnou výraznou posilu, když neuspěl její zájem o jabloneckého kanonýra Davida Lafatu.
Viktoria Plzeň si před novým ročníkem vytyčila jako cíl umístění se na pohárových příčkách a probojování se co nejdále v Evropské lize. Viktoriáni odchody ofenzivních záložníků Milana Petržely a Václava Pilaře zacelili příchody Martina Filla či Martina Zemana. U týmu zůstal úspěšný trenér Pavel Vrba, který v Plzni podepsal novou smlouvu.
Čtvrtý celek minulého ročníku Mladá Boleslav, která v létě nahradila Sigmu Olomouc v pohárové Evropě, si i v nadcházejícím ročníku dělala zálusk na umístění na příčkách zajišťujících Evropskou ligu. Tým posílil příchod útočníků Lukáše Magery či Martina Nešpora, avšak musel se vypořádat s dlouhodobým zraněním talentovaného Jana Chramosty.
Teplické, od léta místo trenéra Petra Rady vedl jeho bývalý asistent Lukáš Přerost. Mužstvo, jehož oporami byli před sezónou Petr Lukáš, Aidin Mahmutović či Štěpán Vachoušek, mělo v plánu hrát klidný střed tabulky či případně atakovat pohárové příčky.
Největší překvapení přišlo v minulém ročníku od nováčka z pražské Dukly. Dukla, která se po návratu mezi elitu umístila na výborném šestém místě, se prezentovala atraktivním ofenzivním fotbalem. V novém ročníku se však musela obejít bez opor Marka Hanouska, Ivana Lietavy či Ondřeje Švejdíka a tak si tým před vstupem do soutěže nedával žádné konkrétní cíle na své umístění.
Pro Slovácko bylo sedmé místo z minulé sezóny historickým úspěchem. Mírně pozměněný kádr trenéra Miroslava Soukupa chtěl pokud možno tento úspěch zopakovat, přičemž nejvíce sázel na góly zkušeného útočníka Libora Doška.
V Jablonci, pro kterého bylo umístění na šesté příčce velkým zklamání, byla největším impulzem před zahájením nového ročníku změna trenéra. Mužstvo opustil František Komňacký, kterého vystřídal exhradecký Václav Kotal. Tým Jablonce před sezónou proklamoval za svůj cíl dosažení pohárových příček.
Překvapení minulého ročníku 1. FK Příbram se v letní pauze musela vypořádat s výměnou obranné řady svého mužstva. Ofenzivně laděný tým Davida Vavrušky doufal ve větší zájem publika o jeho domácí zápasy a plánoval umístění se v horní polovině tabulky.
České Budějovice s konzolidovaným kádrem, jehož největšími oporami byly před sezónou stoper Tomáš Řepka a středopolař Rudolf Otepka, si před začátkem ligy plánovaly boj o lepší umístění než minulé desáté místo.
Sigma Olomouc pošpiněná korupční kauzou a odpočtem devíti bodů, dík skvělému jaru zachránila prvoligovou příslušnost. Vítězové domácího poháru v létě již pod vedením nového trenéra Romana Pivarníka ovládli též třetí ročník Superpoháru, když zvítězili 0:2 nad libereckým mistrem Gambrinus ligy. Tímto úspěchem povzbuzení Hanáci se v nově začínající ligové soutěži plánovali umístit do třetí příčky zajišťující účast v evropských soutěžích pro příští rok. Nejvýraznější změnou v kádru Sigmy bylo ukončení profesionální kariéry kapitána Radima Kučery.
Posílená Slavia, do které přestoupili Karol Kisel, sparťanský Martin Juhar, Martin Dobrotka ze Slovanu Bratislava a na hostování přišel jablonecký útočník Jan Vošahlík, měla po minulých nepodařených sezonách ambice na udržení se v klidném středu tabulky a na konsolidování mužstva.
Hradec Králové pod novým trenérem Jiřím Plíškem změnil zažité rozestavění kádru a pokoušel se zapracovat na střelecké produktivitě. Ambicí východočeského klubu bylo vyhnout se záchranářským bojům.
Baník Ostrava, který se zachránil v nejvyšší soutěži až v posledním kole, se i na začátku nové sezóny potýkal s finančními potížemi. Tým trenéra Radoslava Látala, který se musel smířit s odchodem útočníka Tomáše Magery spoléhal především na své odchovance.
Vysočina Jihlava, která do ročníku 2012/13 postoupila jako druhý tým 2. ligy, měla před touto sezónou jasný úkol na záchranu prvoligové příslušnosti i pro další ročníky. Pomoci tomu měl příchod zkušeného trenéra Františka Komňackého, brankáře Jaromíra Blažka či Václava Kolouška.
Brněnská Zbrojovka, která do Gambrinus ligy postoupila až ze čtvrtého místa tabulky 2. ligy byla před zahájením ročníku experty dopředu pasována do role bojovníka o záchranu. Tým trenéra Čuhela spoléhal především na branky kanonýra Petra Švancary.

### Podzimní část
1. kolo

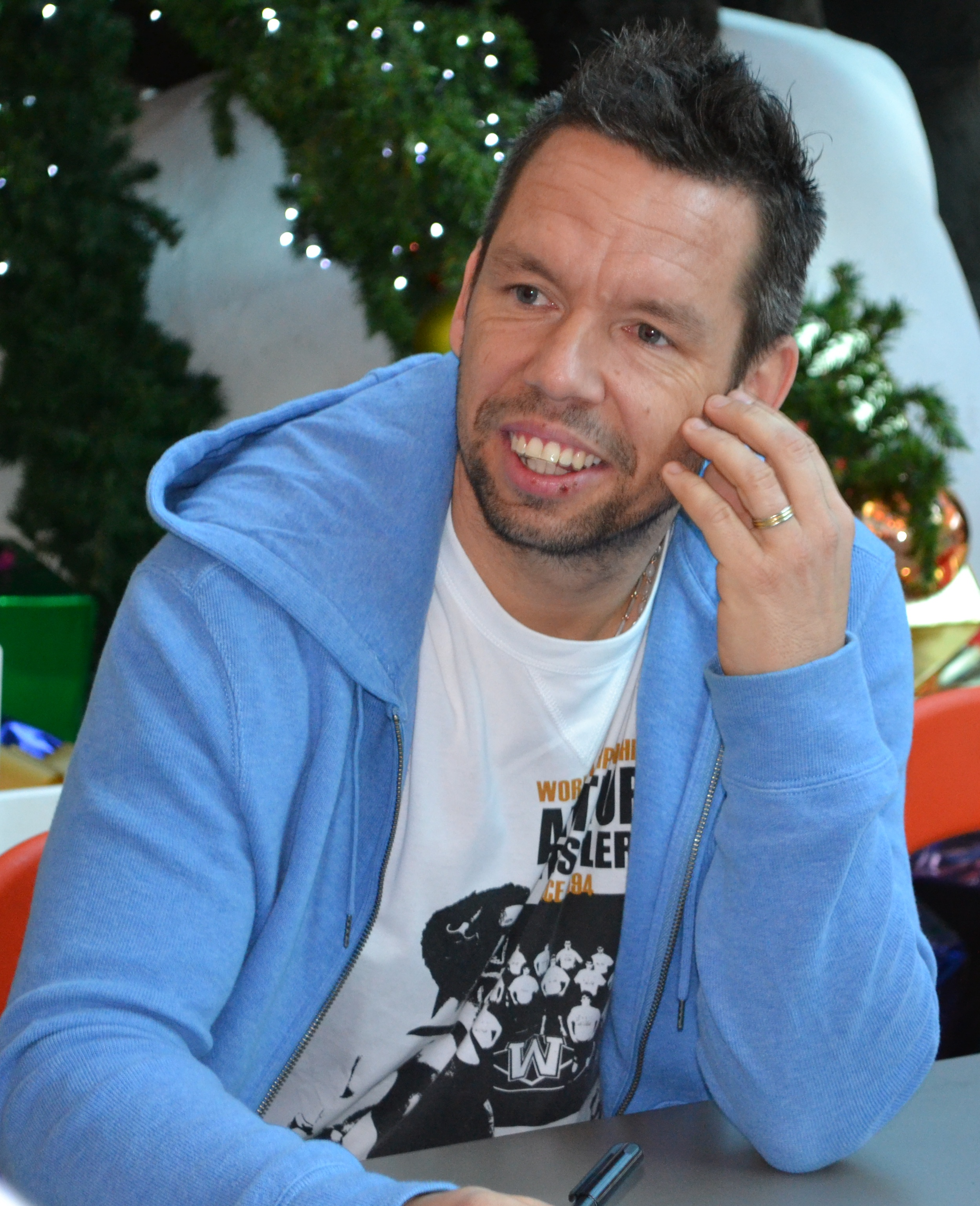
Pavel Horváth, osobnost Gambrinus ligy pro rok 2012 v anketě Fotbalista roku

V prvním kole soutěže obhájci titulu z Liberce jasně zvítězili v Příbrami 4:0 a jednoznačně dopadl rovněž zápas Viktorie Plzeň, která porazila Hradec Králové 3:0. Ne příliš podařeně vstoupila do nového ročníku pražská S, když Sparta pouze remizovala na Dukle a Slavie se doma po výsledku 3:3 rozešla nerozhodně s nováčkem z Jihlavy. V dalších zápasech Jablonec doma porazil Ostravu 2:0, Brno zvítězilo 1:0 nad Slováckem a stejným jednobrankovým rozdílem vyhrály také Teplice nad Mladou Boleslaví. Olomouc potvrdila, že se jí dlouhodobě nedaří na hřišti Českých Budějovic, kde prohrála 0:1, když z penalty o vítězství Jihočechů rozhodnul veterán Rudolf Otepka. Kromě neprávem vyloučeného kapitána Aleše Škerleho přišli Hanáci rovněž o zraněného gólmana Zdeňka Zlámala.
2. kolo
Druhé kolo přineslo mnoho branek, když ve čtyřech duelech padlo čtyři a více gólů. Hned polovina z osmi odehraných utkání tohoto kola rovněž skončila nerozhodně. Výsledkem 2:2 dopadly duely mezi Hradcem a Jabloncem, Baníkem a Slavií a s výsledkem 1:1 se rozešly celky Brna s Teplicemi a Jihlavy s Plzní. Sparta na domácím hřišti před prázdnými tribunami dík brankám Pavla Kadeřábka a Léonarda Kweukeho porazila 2:1 Příbram, Sigma zvítězila 2:0 nad Slováckem a výsledek 3:2 se zrodil v Liberci a Mladé Boleslavi, kde domácí zdolali Duklu a České Budějovice. Boleslavský obrat s Budějovicemi zařídil dvěma brankami Chorvat Sivrić.
3. kolo
Pražská Dukla si v tomto kole vyšlápla na fotbalisty Teplic, kteří prohráli na Julisce 0:4. Sparta suverénně zvítězila na hřišti Slovácka 4:1 a v tabulce se tak posunula na první místo. Vedení Slovácka po této prohře odvolalo od prvního mužstva trenéra Miroslava Soukupa, kterého nahradil Svatopluk Habanec. Doposud první mužstvo Liberce prohrálo v severočeském derby s Jabloncem 0:1, což jej odsunulo až na čtvrtou pozici. Tři remízy 1:1 se zrodili na hřištích Slavie, Příbrami a Hradce, odkud si po bodu odvezla Olomouc, Boleslav a Jihlava. Baník zvítězil v Budějovicích a překvapením kola se stalo domácí zaváhání Plzeňských, kteří podlehli doma Brnu 2:3. Brněnští výhrou nad Plzní na čele tabulky dorovnali Spartu a Jablonec.
4. kolo
Ve čtvrtém kole porazila průběžně vedoucí Sparta na Letné po upracovaném výkonu České Budějovice 3:1. Plzeň zvítězila stejným poměrem, když na Bazalech porazila Baník 3:1. Zbrojovka podlehla v souboji doposud neporažených 1:4 Jablonci a 1:0 zvítězila Mladá Boleslav nad Slavií. Počtvrté dopadlo remízou utkání Jihlavy, která obrala o body mistrovský Liberec. Ani Olomoučtí nedokázali doma zvítězit a remizovali s Hradcem Králové. Nerozhodně dopadl též zápas Dukly se Slováckem a bez gólů skončil duel mezi Teplicemi a Příbramí. Hráči Slovácka si díky remíze na Dukle připsali první bod do tabulky.
5. kolo
Šlágrem tohoto kola byl bezesporu zápas první Sparty s druhým Jabloncem, v němž Letenští zvítězili 2:1. Třetí Plzeň porazila pátou Boleslav 2:0. A vítězství 2:0 si z hřiště Budějovických odvezl také Slovan Liberec. Výsledkem 1:1 se rozešli celky Jihlavy a Olomouce, Příbrami a Dukly a Hradce a Ostravy. Doma se podařilo uspět i fotbalistům Slovácka, kteří s novým trenérem zvítězili 2:1 nad Teplicemi. Nejjednoznačněji dopadl zápas mezi Slávií a Brnem. Sešívaní v pátém kole doma deklasovali Zbrojovku 5:0. Dvěma brankami se na tom podílel také Karol Kisel, který se s pěti góly po pěti kolech usadil v čele tabulky střelců. Po pátém kole poslední mužstvo tabulky Příbram nahradilo trenéra Vavrušku navrátivším se Karolem Markem.
6. kolo
Vedoucí Sparta ve svém šestém zápase porazila 1:0 fotbalisty Hradce. Druhá Plzeň pak přejela v Praze Duklu 4:1. Doposud neporažená Jihlava si po pěti remízách připsala první vítězství v ročníku, když zvítězila nad Mladou Boleslaví 3:1. Třetí Liberec remizoval se Slávií bez branek a v tabulce jej předskočil Jablonec, který deklasoval Teplice 0:4. Zbrojovka po neúspěchu v minulém kole porazila Budějovice 3:1. Sigma zvítězila na hřišti Baníku 1:2 a Slovácko vyhrálo nejtěsnějším rozdílem v Příbrami. Budějovičtí odvolali po tomto kole svého trenéra Cipra, jehož ve funkci nahradil Miroslav Soukup.
7. kolo
Sedmé kolo svedlo dohromady fotbalisty prvních dvou celků tabulky pražské Sparty a Viktorie Plzeň. Sledovaný duel ve Štruncových sadech zvládli lépe domácí, kteří se po vítězství 1:0 posunuli před svého soupeře na čelo soutěže. Rozdílovou branku vstřelil kapitán domácích Pavel Horváth z pokutového kopu, který odpískal sudí Radek Matějek po sporném zákroku na Davida Limberského. Třetí Jablonec pouze remizoval 2:2 s Příbramí a hráči Liberce vybuchli v Olomouci 0:3. Doposud neporažený nováček z Jihlavy zvítězil nad Baníkem 3:2 a Ostravští tak nezastavili svůj propad tabulkou. 2:0 zvítězila Slavie nad Teplicemi a Hradec nad Brnem. Slovácko zvítězilo 3:1 nad hráči Mladé Boleslavi, u kterých porážka přivodila rezignaci trenéra Koubka, kterého nahradil Ladislav Minář. Nerozhodně dopadnul zápas Budějovic s Duklou. Na čelo tabulky střelců se po tomto kole posunul jihlavský mladík Stanislav Tecl.
8. kolo
V osmém kole zaváhání Viktorie, která jen remizovala v Teplicích, využili Jablonečtí, kteří se na Plzeň po těsném vítězství na hřišti Slovácka bodově dotáhli. Sparta doma podlehla 1:2 Sigmě Olomouc stoupající tabulkou. Trápící se Liberec nedokázal doma porazit Baník, s nímž doma jen remizoval 2:2. Výsledkem 1:1 skončil zápas posledních dvou celků Příbrami a Budějovic. Bez branek skončilo malé pražské derby mezi Duklou a Slavií. Hráči Boleslavi vyhráli 1:0 nad Hradeckými a výsledkem 5:1 přejela Zbrojovka Jihlavu, čímž utnula její sedmizápasovou neporazitelnost.
9. kolo
Deváté kolo přineslo výsledkové zaváhání všech čtyř prvních mužstev fotbalové ligy. Hráči první Viktorie Plzeň v tomto kole pouze remizovali doma 1:1 s mužstvem Slovácka, čímž dali šanci Jablonci na osamostatnění se v čele tabulky. Jablonečtí se skutečně probojovali na první místo, avšak pouze kvůli lepšímu skóre, když remizovali s Duklou 2:2. V rámci devátého kola se rovněž hrálo pražské derby, v němž díky gólu Martina Latky zvítězila domácí Slavia. Na třetí pozici se tak po devátém kole posunula Sigma Olomouc, které na to stačila domácí remíza se Zbrojovkou Brno. Výsledkem 2:2 skončily zápasy Liberce s Hradcem a Mladé Boleslavi s ostravským Baníkem. Pryč ze sestupových příček poskočili fotbalisté Českých Budějovic, kteří porazili Teplice 3:2. Tepličtí, kteří se touto porážkou propadli na sestupovou patnáctou pozici vzápětí odvolali trenéra Přerosta, kterého nahradil kouč Zdeněk Ščasný. Předposlední Příbram se naopak po prohře 1:2 v Jihlavě propadla na dno tabulky. Deváté kolo přilákalo do hledišť rekordní počet 53 512 diváků, což činilo 6 689 diváků na zápas. Bylo to nejvíce za poslední tři roky.
10. kolo
Vedoucí Jablonec si po desátém kole upevnil svou pozici na čele tabulky, když 2:1 zvítězil nad Dynamem České Budějovice. Doposud druhá Plzeň v desátém kole nečekaně prohrála 0:1 na hřišti poslední Příbrami a propadla se na čtvrté místo. Za Jablonec se zařadila Sparta, která porazila trápící se Baník 2:0. Třetí pozici uhájila deset kol neporažená Sigma, která po sporné penaltě vyhrála nejtěsnějším rozdílem v Mladé Boleslavi. Trápící se Liberec ve svém desátém zápase podlehnul Zbrojovce 1:2, Dukla Praha zvítězila 1:0 nad Hradcem Králové a Slovácko přesvědčivě porazilo Slavii 3:0. Sestupové patnácté místo opustili po tomto kole hráči Teplic, když doma porazili Vysočinu Jihlavu 3:1.
11. kolo
Šlágrem jedenáctého kola se stal zápas vedoucího Jablonce se čtvrtou Viktorií Plzeň, který dopadl 1:1. Po zaváhání Sparty, která nedokázala vyhrát v Jihlavě se na druhé místo posunula olomoucká Sigma, která doma porazila Duklu 2:1. Utkání předposledního Baníku se Zbrojovkou Brno skončilo remízou 1:1 a s nerozhodným výsledkem se po bezbrankové remíze rozešli také hráči Budějovic a Slovácka. Výhru zaznamenali Slávisté, kteří doma porazili Příbram 2:1. Teplice podlehli v Hradci Králové Votrokům 0:2 a přiblížili se tak sestupovým místům.
12. kolo
Tento mimořádně vyrovnaný ročník potvrdilo dvanácté kolo. Vedoucí Jablonec v tomto kole pouze bez branek remizoval se Slavií. Na druhé místo tabulky se dík zaváhání Sigmy, která jen remizovala 1:1 s Teplicemi, vrátila Sparta, která 2:1 porazila Slovan Liberec. Plzeň si vítězstvím 1:0 na hřišti v Českých Budějovicích podržela čtvrtou příčku. V dalších zápasech Mladá Boleslav porazila Zbrojovku Brno a Dukla s Jihlavou a Slovácko s Hradcem se rozešli po nerozhodných výsledcích 1:1 a 2:2. I po dvanáctém kole pokračovala mizérie hráčů Ostravy, kteří podlehli 1:2 Příbrami a okupovali poslední místo tabulky. Impulz ostravským fotbalistům se pokusilo dát vedení, které trenéra Látala nahradilo smlouvou s Martinem Pulpitem. V čele tabulky se se shodným počtem bodů seřadily hned tři týmy dělící pouze rozdílné skóre a Plzeň na čtvrtém místě za lídry zaostávala o pouhý bod.
13. kolo
Jablonec, který ve svém třináctém zápase zvítězil na hřišti Jihlavy 1:0, byl na čele tabulky díky lepšímu skóre vystřídán Sigmou Olomouc, která doma smetla Příbram 6:1. Hattrickem se o průběžné první místo zasloužil také Michal Ordoš, který se po zápase s dvanácti trefami usadil na čele tabulky střelců. Spartu, která remizovala s Boleslaví 1:1, předstihla po těsném vítězství nad Slavií Viktorie Plzeň. Vítězství 3:2 si připsali fotbalisté Baníku a Slovanu, kteří přestříleli mužstva Teplic a Slovácka. 1:0 zvítězili na hřišti Hradce Králové Českobudějovičtí.
14. kolo
Čtrnácté kolo Gambrinus ligy svedlo dohromady první a od prvního kola neporaženou Sigmu Olomouc a třetí Viktorii Plzeň. Ve Štruncových sadech domácí Hanáky přehráli 3:0 a vyšvihli se díky tomu do čela tabulky. Jablonec zůstal po prohře s Mladou Boleslaví na třetí pozici a za Plzeň se na druhé místo posunula Sparta Praha, která na Letné zdolala Zbrojovku Brno 2:0. S výsledkem 3:0 zvítězili Tepličtí nad Libercem a Slovácko nad Jihlavou. Bez branek se hrálo mezi Příbramí a Hradcem, 2:1 zvítězili Budějovice nad Slavií a dva nula porazila Dukla Baník, který odsunula zpět na ligové dno.
15. kolo
Vedoucí Viktorie v patnáctém zápase zvítězila na hřišti Liberce 2:1. V tomto duelu se s domácím publikem a hráčskou kariérou rozloučil Jan Nezmar, nejlepší střelec Slovanu a klubová legenda. Druhá Sparta pak těsně přehrála Teplice. Zápas třetího Jablonce a čtvrté Olomouce zvládli lépe hosté, kteří Sigmu na jejím hřišti porazili 1:0. Po čtrnáctém kole až devátá Boleslav se vítězstvím 3:0 nad Duklou vyhoupla na páté místo tabulky. Nejvíce branek v tomto kole padlo v Hradci, kde domácí porazili poměrem 3:2 slávisty. Výsledkem 1:0 vyhrála také mužstva Jihlavy nad Budějovicemi a Brna nad Příbramí. Z posledního místa se díky výhře 2:1 nad Slováckem zvedl Baník Ostrava.
16. kolo
V posledním zápase ligového podzimu zvítězili hráči Viktorie Plzeň nad Jihlavou 1:0 a díky této výhře si přes zimu udrželi pozici lídra tabulky Gambrinus ligy. Druhá Sparta příliš nepřesvědčila v bezbrankovém zápase v Příbrami. Jejího zaváhání využil Jablonec, který se před ni posunul díky vítězství nad hradeckými Votroky. Čtvrtá Sigma ve svém šestnáctém zápase pouze remizovala na Slovácku 1:1. Pátou příčku si pojistila Mladá Boleslav, která těsně zvítězila v Českých Budějovicích. Dynamo se touto prohrou propadlo na předposlední patnáctou pozici. Titul obhajující hráči Liberce zakončili ligový podzim těžkou prohrou 0:3 na hřišti Dukly. Na průběžnou dvanáctou pozici se vítězstvím 2:0 nad Slavií vytáhli Ostravští. Zbrojovka v posledním zápase podlehla v Teplicích domácím 0:2.

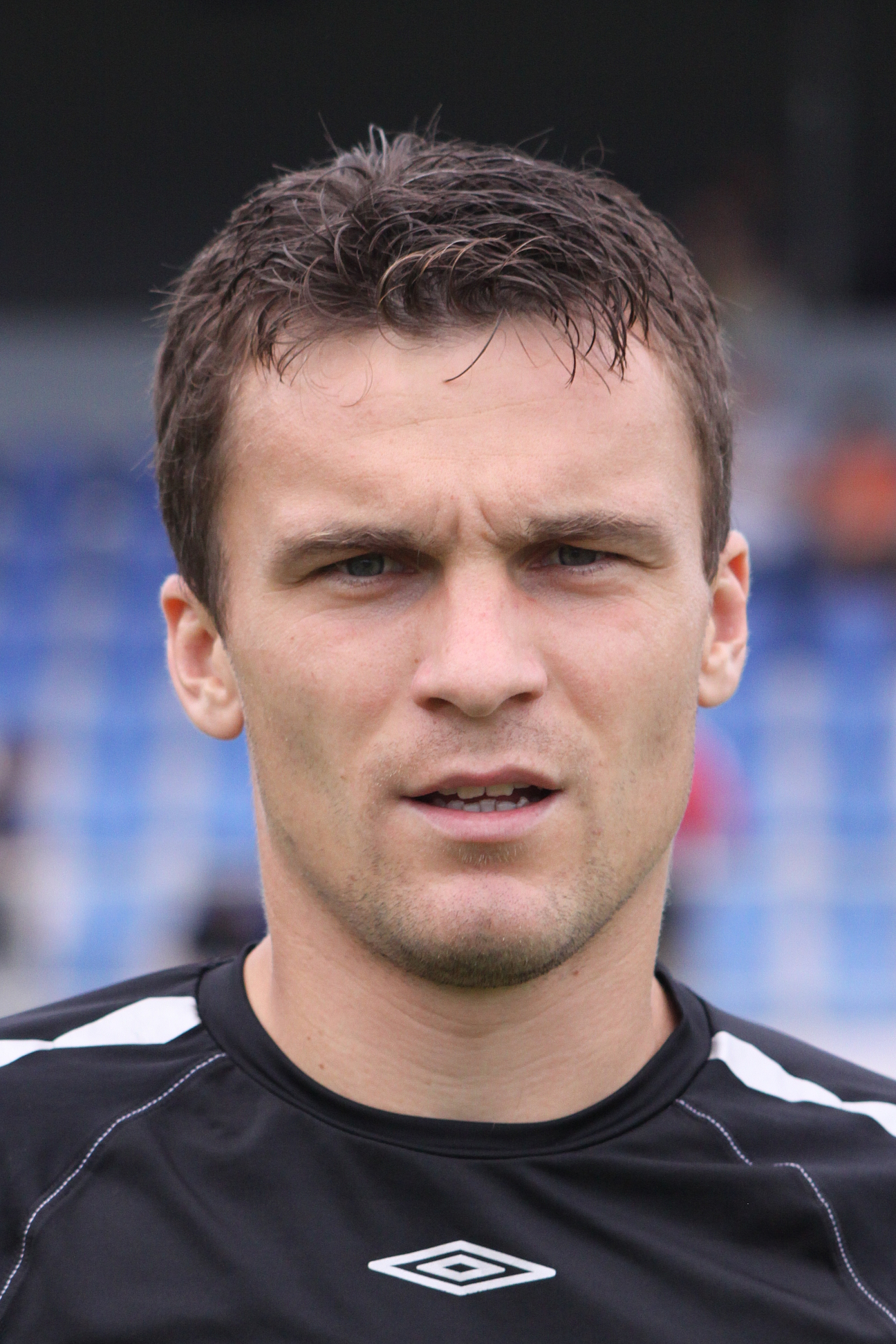
David Lafata, nejlepší střelec podzimní části sezony

### Zimní přestávka
V zimní přestávce zaznamenala Gambrinus liga množství návratů kvalitních českých hráčů ze zahraničí. Patrné bylo posilování Sparty a Viktorie před jarní honbou za titulem a pohárovými zápasy v Evropské lize. Viktoriáni odkoupili z Jihlavy perspektivního střelce Stanislava Tecla a z Jablonce krajního záložníka Jana Kovaříka. Letenští rovněž posílili útočnou sílu, když ze třetího Jablonce přestoupil nejlepší střelec soutěže David Lafata a z Liberce středopolař Lukáš Vácha. Jablonec ztrátu svých hvězd Kovaříka a Lafaty kompenzoval doplněním sestavy hráči z olomoucké Sigmy Brazilcem Danielem Silvou Rossim a Michalem Hubníkem. Z první čtyřky před jarem nejméně posílili právě Hanáci.

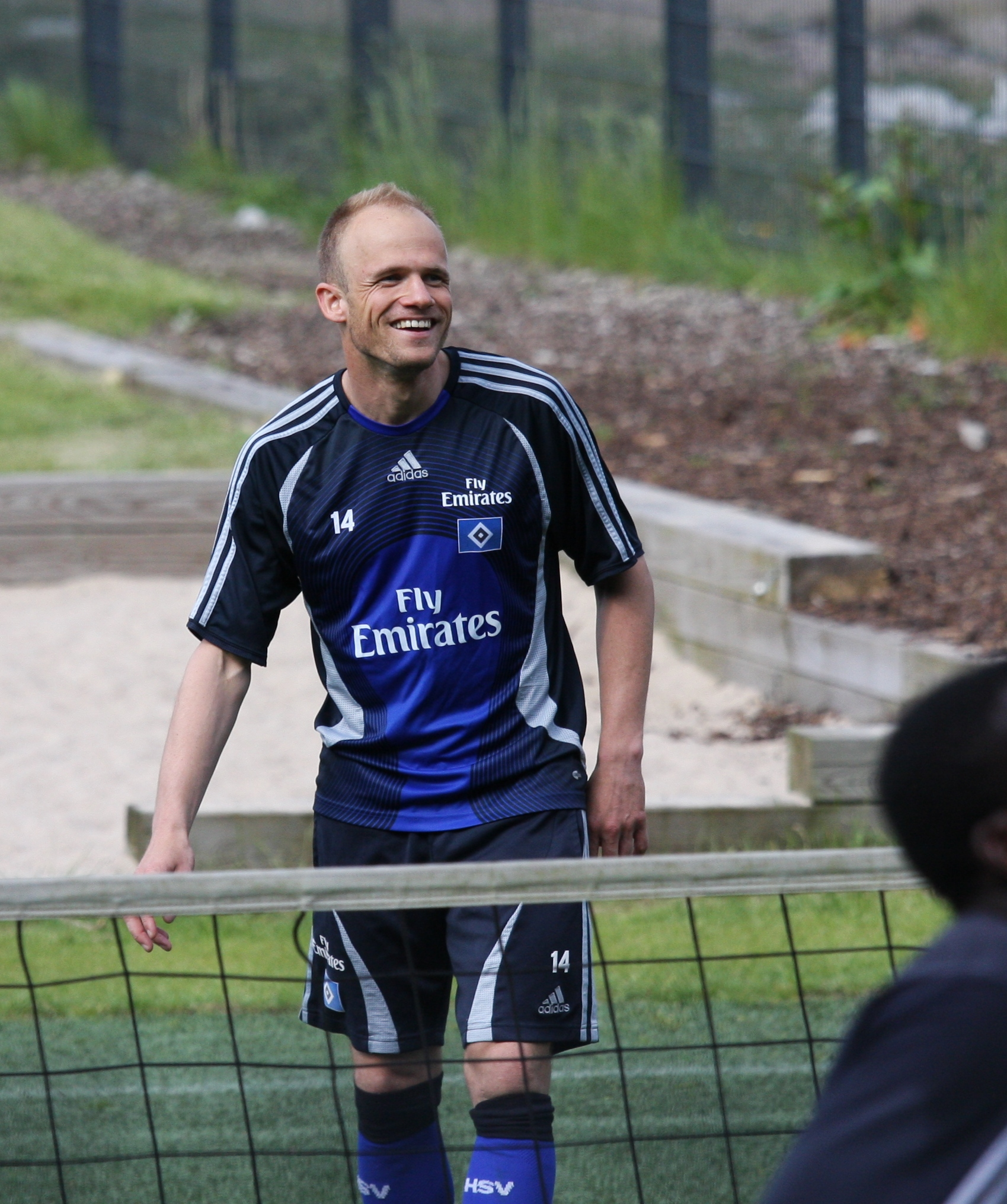
David Jarolím, zimní posila Mladé Boleslavi

Mezi nejzajímavější návraty ze zahraničí bezesporu patřil návrat Milana Baroše z tureckého Galatasaray Istanbul do Baníku Ostrava, kterému chtěl bývalý reprezentační kanonýr dopomoci k záchraně v první lize. Na Letnou z tureckého Sivassporu přestoupil ještě Roman Bednář. Slovan Liberec mimo jiné posílil přestupem Radoslava Kováče z Basileje. Angažmá v Mladé Boleslavi rovněž bojující o první trojku se rozhodl vyzkoušet David Jarolím. Slavia Praha přivítala svého odchovance Marcela Gecova a Martina Fenina, jenž se vrátil z Německa.
V polovině soutěže byla situace na chvostu tabulky velice zamotaná. Nejžhavějšími kandidáty na sestup se zdála průběžně poslední Příbram a předposlední České Budějovice, které navíc ještě před startem jara odvolaly po neúspěšných výsledcích v přípravě trenéra Miroslava Soukupa.

### Jarní část
17. kolo
Po zimní pauze nabídla pokračující Gambrinus liga osm dalších zápasů. První Viktoria Plzeň, která v Evropské lize postoupila přes favorizovaný tým Neapole, zvítězila v Brně nad Zbrojovkou dík dvěma gólům střídajícího Marka Bakoše 3:1 a upevnila si tak první místo, neboť druhý Jablonec zaváhal v severočeském derby a podlehl posílenému Liberci 0:1. Před Jablonec se posunula Sparta, která v druhém poločase zvrátila do té doby vyrovnaný stav v utkání se Slováckem a vyhrála na Letné 4:0. Posílená Slavia nedokázala zvítězit v Olomouci, kde 1:2 prohrála a protáhla tak sérii čekání na vítězství na šest zápasů. Událostí kola se stal návrat Milana Baroše, který naskočil do duelu Baníku s Českými Budějovicemi, avšak nerozhodný stav se ani jemu nepodařilo zvrátit. Bezbrankovou remízou se rozešli rovněž hráči Jihlavy a Hradce Králové. Dukla si odvezla bod z Teplic po remíze 1:1 a Mladá Boleslav výsledkem 1:0 porazila poslední Příbram.
18. kolo
V osmnáctém kole průběžně první celek soutěže, Viktoria Plzeň zaváhala na domácím hřišti s Baníkem Ostrava bojujícím o záchranu. Remízu 1:1 Ostravští udrželi i dík neproměněné penaltě Davida Limberského. Na rozdíl jediného bodu Viktorku dohnala Sparta, která díky gólům Davida Lafaty zvítězila 2:0 v Českých Budějovicích. Třetí Jablonec i čtvrtá Olomouc zvítězili nad osmým Brnem a třináctým Hradcem Králové. Bezbrankovými výsledky se rozešli hráči Slovácka s Duklou a Jihlavy s Libercem. Bod za remízu 1:1 si z Edenu odvezli hráči Mladé Boleslavi. V boji o záchranu zvítězila Příbram nad Teplicemi 3:1 a přiblížila se tak svému soupeři v tabulce na rozdíl jediného bodu.
19. kolo
V tomto kole vedoucí Viktoria Plzeň zdolala pátou Mladou Boleslav na jejím hřišti 2:0 a pojistila si první místo v tabulce. Šlágrem kola se stal duel druhé Sparty Praha s třetím Jabloncem, který skončil 2:2. Čtvrtá Sigma, která zvítězila doma v Olomouci nad oslabenou Vysočinou Jihlava 3:0, se dostala na třetí místo před Jablonecké. Šestá Dukla nejtěsnějším výsledkem porazila na Julisce poslední Příbram, v které se vedení po zápase odhodlalo k odvolání trenéra Marka, kterého u týmu nahradil kouč František Straka. Hráči mistrovského Slovanu porazili na domácím hřišti i zásluhou Ondřeje Kušníra České Budějovice 3:1. Tepličtí bez Marka Jarolíma, který přestoupil do čínského Hangzhou Greentown FC, vybouchli v Uherském Hradišti, kde podlehli Slovácku 0:4. Dvě branky v tomto zápase vstřelil domácí kanonýr Libor Došek. Zbrojovka ani v devatenáctém kole nezastavila svůj jarní propad tabulkou a po chybě brankáře Martina Doležala prohrála se Slavií 0:1. Důležité tři body v boji o záchranu si připsal Baník, který porazil Hradec Králové 3:0. V zápase se hattrickem blýskl Milan Baroš, zimní posila Ostravských.
20. kolo
Toto kolo odstartoval střet týmů z dolní poloviny tabulky Zbrojovky Brno a Českých Budějovic, ve kterém museli domácí dotahovat jednogólové manko z prvního poločasu, což se jim povedlo 5 minut po obránce zásluhou Pavla Mezlíka. V pátečním večerním televizním utkání stačila Sigma Olomouc porazit nejtěsnějším rozdílem 1:0 Baník Ostrava, když hráli hosté od 59. minuty bez vyloučeného Benjamina Vomáčky, čímž se Sigma v tu chvíli vyhoupla na druhé místo průběžné tabulky. Sobotní klání načal zápas Slavie s Libercem, ve kterém Slavia zvítězila 3:1 a dotáhla se tak o bod za svého soupeře. V tomto utkání vstoupil svou v pořadí 100. trefou Jiří Štajner do Klubu ligových kanonýrů. V podvečerním utkání Slovácko – Příbram zvítězili hosté 1:0, přestože Slovácko kopalo v 86. minutě pokutový kop, který však Ladislav Volešák neproměnil a tak se Příbram dostala ze sestupových pozic. V neděli remizoval Jablonec na domácí půdě s Teplicemi a byl tak jediným týmem z první čtveřice, který nezískal v tomto kole tři body. Díky výhře v souběžně hranému utkání s Votroky se Sparta Praha vrátila na druhé místo před Olomouc. Hradec vedl od 3. minuty zásluhou Vojtěcha Štěpána, těsně před poločasem srovnával Ladislav Krejčí, který zařídil vítězství druhou trefou 10 minut před koncem utkání. Ve večerním klání hostila vedoucí FC Viktoria Plzeň šestou Duklu Praha, kterou porazila 4:0, když byl Dukle vyloučen v 1. minutě zápasu Jan Vorel. V prvním poločase za stavu 1:0 hosty hráč Zbyněk Pospěch neproměnil penaltu za ruku Stanislava Tecla. Pondělní utkání Jihlavy s Mladou Boleslaví bylo z důvodu špatných povětrnostních podmínek přesunuto o pět dní na 25. března 2013.
 V přeloženém utkání pak nejtěsnějším rozdílem, který domácím po poločase zajistil Tomáš Rada, zvítězili Jihlavští. Protrhli tak čtyři kola trvající čekání na tři body a 411 minut dlouhý střelecký půst.
21. kolo
Šlágrem dvacátého prvního kola se stal zápas prvních dvou celků tabulky, Plzně a Sparty. Duel, který na vyprodané Letné sledovalo přes 19 000 diváků, rozhodnul jediný gól Davida Lafaty, načež se Pražané v tabulce bodově dotáhli na svého rivala. Třetí Olomouc po čtyřech jarních výhrách padla v Liberci, kde podlehla Slovanu, jehož jediný gól vstřelil v 86. minutě Dzon Delarge. Jablonečtí však zaváhání Sigmy nevyužili a po remíze 3:3 na hřišti Příbrami zůstali na čtvrtém místě. Mladá Boleslav doma porazila Slovácko 2:0, Baník ukončil sérii čtyř porážek nejtěsnější výhrou nad Jihlavou a Dukla přehrála 4:0 potápějící se České Budějovice. Důležité vítězství si připsali hráči Hradce Králové, kteří se odlepili ze sestupového místa vítězstvím 3:1 v Brně. Na předposlední post naopak klesly Teplice, které v tomto kole remizovali se Slávií 1:1.
22. kolo
V tomto kole na sebe narazila druhá Sparta Praha s doposud třetí Sigmou Olomouc. Pražané Hanáky v Olomouci přesvědčivě porazili 3:0 a na jeden den se vyhoupli na první místo. Na vedoucí pozici se však záhy po vítězství 2:1 nad Teplicemi vrátilo mužstvo Viktorie Plzeň. Evropské poháry zaručující třetí místo po tomto kole znovu obsadil Jablonec, který přehrál na svém hřišti Slovácko 4:1. Dobrou jarní formu potvrdil mistrovský Liberec, který se nejtěsnějším vítězstvím v Ostravě posunul na pátou příčku. Mladoboleslavští dokázali v Hradci Králové pouze remizovat 2:2. Votroky, kteří se stále pohybovali v pásmu týmů ohrožených sestupem však tato remíza mrzela neméně. Vzájemný duel Dukly se Slávií skončil tradičně bez branek a oslabená Jihlava dokázala zvítězit nad Zbrojovkou 2:0, v níž došlo po tomto zápase k odvolání kouče Petra Čuhela, kterého nahradil Ludevít Grmela. Ve vypjatém zápase o záchranu mezi Příbramí a Českými Budějovicemi zvítězili po sporné penaltě hráči Příbrami. Obě mužstva dohrávala v deseti a sudí Drahoslav Drábek byl pro nezvládnutí tohoto vyhroceného zápasu po utkání vyloučen komisí rozhodčích Fotbalové asociace České republiky z listiny sudích.
23. kolo
V pražském derby se ve 23. kole radovali hráči Sparty, kteří zdolali Slávisty na domácím hřišti 3:1. První však přesto nadále zůstali Viktoriáni, kteří vyhráli 2:0 na hřišti Slovácka. V nepřímém souboji o třetí místo zaváhali jak Jablonec tak Olomouc. Severočeši vyhořeli s Duklou 1:5 a Hanáci prohráli v Brně 0:2. Naopak nezaváhal Liberec a Mladá Boleslav. Slovan porážkou Hradce 1:0 potopil Votroky na předposlední místo a Mladoboleslavští zvítězili nad Baníkem Ostrava 2:0. Ani ve čtvrtém zápase pod vedením Františka Straky neprohrála Příbram, která remizovala s Jihlavou 2:2. V důležitém záchranářském souboji vyhráli Tepličtí nad posledními Českými Budějovicemi 4:0 a udělali tak důležitý krok k udržení v nejvyšší soutěži. Naopak Jihočeši frustrovaní z minulé prohry s Příbramí si touto prohrou souboj o záchranu ještě více zkomplikovali.
24. kolo
Velice vyrovnaný zůstal boj o titul i po tomto kole, neboť Plzeň se Spartou dělilo na prvních dvou příčkách v tabulce s 53 body pouze skóre. Ani jeden z rivalů tentokrát nezaváhal, Viktoria porazila Příbram 2:0 a Sparta přetlačila gólem Kweukeho na Bazalech nejtěsnějším rozdílem Baník Ostrava. Adepti na pohárové příčky Jablonec a Olomouc opět nepřesvědčili. Jablonečtí prohráli na hřišti posledních Českých Budějovic 1:2, čímž Jihočeši ještě oživili naděje na záchranu. Sigma alespoň zachránila remízu 2:2 s Mladou Boleslaví. Slovan Liberec si díky dvěma trefám Michaela Rabušice dokráčel pro vítězství nad Zbrojovkou Brno, Slavia po brance kapitána Kisela zvítězila nad Slováckem a Jihlava se s Teplicemi rozešla smírně po remíze 1:1. V Hradci Králové, který padnul doma s Duklou 0:3, došlo po zápase k odvolání trenéra Plíška, kterého nahradil Luboš Prokopec.
25. kolo
Po tomto kole se na čele tabulky osamostatnila Viktoria Plzeň, která odskočila Spartě na rozdíl dvou bodů. Viktoriáni totiž v šlágru kola porazili třetí Jablonec 3:1 a Sparťané pouze remizovali v Jihlavě 2:2. Bez gólu skončil zápas mezi nadále čtvrtou Olomoucí a šestou Duklou Praha. Po páté v řadě zvítězili hráči Slovanu Liberec, když přehráli mužstvo Mladé Boleslavi poměrem 3:2. Krok k záchraně udělala Příbram, když porazila Slavii rozdílem dvou branek a Brňané, kteří porazili 2:1 ostravský Baník. Na úkor Teplic se podařilo předposlední příčku opustit hráčům Hradce Králové, když v důležitém zápase v Teplicích zvítězili 2:0. Poslední nadále zůstali České Budějovice, které podlehli v Uherském Hradišti Slovácku 0:2.
26. kolo
Vedoucí Viktoria Plzeň v 26. kole po dramatickém závěru zvítězila nad posledními Českými Budějovicemi 3:2 a zvýšila svůj náskok v čele tabulky, neboť druhá Sparta Praha podlehla v Liberci domácímu Slovanu 2:0. Severočeši se touto výhrou posunuli na třetí příčku, protože Sigma prohrála doma s Teplicemi 0:2 a Jablonec vyhořel 1:5 v Edenu v zápase se Slavií, kterou oživil návrat trenéra Michala Petrouše. Právě vysoká prohra Jablonce stála trenérskou pozici kouče Václava Kotala. Remízy 1:1 se zrodili v zápasech Jihlavy s Duklou a Brna s Mladou Boleslaví. Krok k záchraně udělal Baník, když dvěma zásahy Milana Baroše porazil Příbram. Svou situaci nevylepšili hráči Hradce, když doma podlehli Slovácku 2:3.
27. kolo
Plzeňský lídr tabulky zaváhal v tomto kole na domácím hřišti, když podlehl oslabenému mužstvu Slavie 0:1, i přesto, že hráli Pražané od 19. minuty bez vyloučeného Juhara. Druhá Sparta zvládla domácí zápas s Boleslaví a po jasném vítězství 4:0, který hattrickem řídil útočník Lafata, se v tabulce opět přiblížila na dohled Viktorie. Posedmé v řadě zvítězil Slovan Liberec, který nadále držel třetí místo v tabulce. Svou šňůru natáhli Severočeši proti Slovácku, na jehož hřišti zvítězili 3:0. Změna trenéra zřejmě prospěla hráčům Olomouce a Sigma pod vedením Martina Kotůlka vyhrála v Příbrami 2:0. Jablonec s novým trenérem Romanem Skuhravým pouze remizoval 1:1 s Jihlavou. Dukla porazila Zbrojovku 3:2 a stejným skóre skončil i zápase mezi Teplicemi a Baníkem. Naději na záchranu v tomto kole oživili České Budějovice, které vyhráli 1:0 v zápase s předposledním Hradcem Králové.
28. kolo
V 28. kole se utkala první Plzeň se čtvrtou Sigmou. Viktorii se v Olomouci podařilo zvítězit 1:0, i když Pavel Horváth neproměnil pokutový kop, který zneškodnil skvěle chytající brankář Zdeněk Zlámal. Šance na titul si velmi zkomplikovala Sparta, která prohrála v Brně v zápase se Zbrojovkou 2:3. Třetí místo zaručující Evropskou ligu si pojistil Slovan, který v Liberci porazil Teplice 3:1. Jablonec, který si evropské poháry zajistil ziskem domácího poháru v repríze finále remizoval s Mladou Boleslaví 1:1. Stejným výsledkem se rozešli také hráči Jihlavy a Slovácka a 2:2 remizoval Baník Ostrava s pražskou Duklou. České Budějovice sestřelil hattrickem v duelu se Slavií Tomáš Mičola a šance na záchranu se zmenšili i v Hradci, když Votroci bez branek remizovali s Příbramí.
29. kolo
V předposledním kole tohoto ročníku Gambrinus ligy mohla Viktoria Plzeň, která se ve Štruncových sadech utkala s úřadujícím mistrem z Liberce, případným vítězstvím s předstihem získat titul pro tuto sezónu. Vyprodaný plzeňský stadion však sledoval jen domácí prohru 1:2, když v poslední minutě základní hrací doby strhl vítězství na stranu svého týmu Luboš Hušek. Naopak Sparta zvládla svůj zápas o naději a porazila 3:0 Teplice, takže se o mistrovi mělo rozhodnout až v posledním kole. Teoretické šance na třetí místo ztratila Olomouc, když podlehla Jablonci 1:2. Dukla se výhrou 2:1 nad Mladou Boleslaví dostala na čtvrté místo. Slovácko se rozloučilo se svými fanoušky výhrou 2:0 nad Baníkem a stejným výsledkem zvítězila i Příbram nad Brnem, čímž si zachránila svou prvoligovou příslušnost i na další sezónu. Již po tomto kole bylo jasné, že sestupují mužstva Hradce Králové, jež prohrálo se Slavií 0:3 a Českých Budějovic, který nepomohlo ani domácí vítězství nad Vysočinou Jihlava 2:1.
30. kolo
V posledním kole tohoto ročníku zbývalo rozluštit, kdo z dvojice Viktorie Plzeň a Sparta Praha se stane novým českým fotbalovým mistrem. 1. června 2013 si ve 30. kole zajistila titul Viktoria Plzeň, když porazila sestupující Hradec Králové 3:0 a udržela si tak celkovým ziskem 65 bodů dvoubodový náskok před největším konkurentem Spartou Praha. Plzeň vedla již v první minutě gólem Vladimíra Daridy, v desáté minutě přidal druhý uklidňující gól hlavou Václav Procházka. Krátce po změně stran přidal třetí brankovou pojistku poněkud kuriózním způsobem Marián Čišovský. Spartě k prvnímu místu nepomohla ani shodná výhra 3:0 nad Duklou Praha. Celkově třetí mužstvo FC Slovan Liberec obhajující prvenství z loňského ročníku v posledním kole remizovalo s Příbramí 1:1. Na konečné čtvrté místo se dostal Jablonec, když zvítězil v Ostravě 0:1. Baník po této prohře skončil na prvním nesestupovém čtrnáctém místě. Pátá skončila Sigma Olomouc, která ve svém posledním zápase porazila nejtěsnějším rozdílem sestupující České Budějovice. Sedmá příčka připadla Slavii Praha, slávisté ve 30. kole prohráli 1:3 na hřišti desáté Vysočiny Jihlava. Blamáží zakončili sezónu hráči Mladé Boleslavi, kteří na domácí půdě podlehli Teplicím 0:4. Na třinácté místo se propadla Zbrojovka Brno, Brňané prohráli se Slováckem 1:3. Králem ligových střelců se stal díky dvaceti vstřeleným brankám potřetí v řadě David Lafata, přestože v posledních dvou kolech nemohl hrát kvůli disciplinárnímu trestu.

## Úspěchy
Gambrinus liga, jejíž úroveň dle IFFHS ("Mezinárodní federace fotbalových historiků a statistiků") stoupá od roku 2010, se v sezóně 2012/13 umístila na 21. příčce a oproti minulému roku si tak mezi ostatními fotbalovými ligami celého světa polepšila o dvě pozice. Hlavním důvodem tohoto vzestupu byly úspěchy Viktorie Plzeň a Sparty Praha v Evropské lize. Gambrinus liga se v tomto hodnocení dostala i před první fotbalové ligy ve Švýcarsku, Skotsku, Dánsku, Rakousku, Japonsku či USA.

## Problémy a aféry

### Aféra Křetínského důkazů

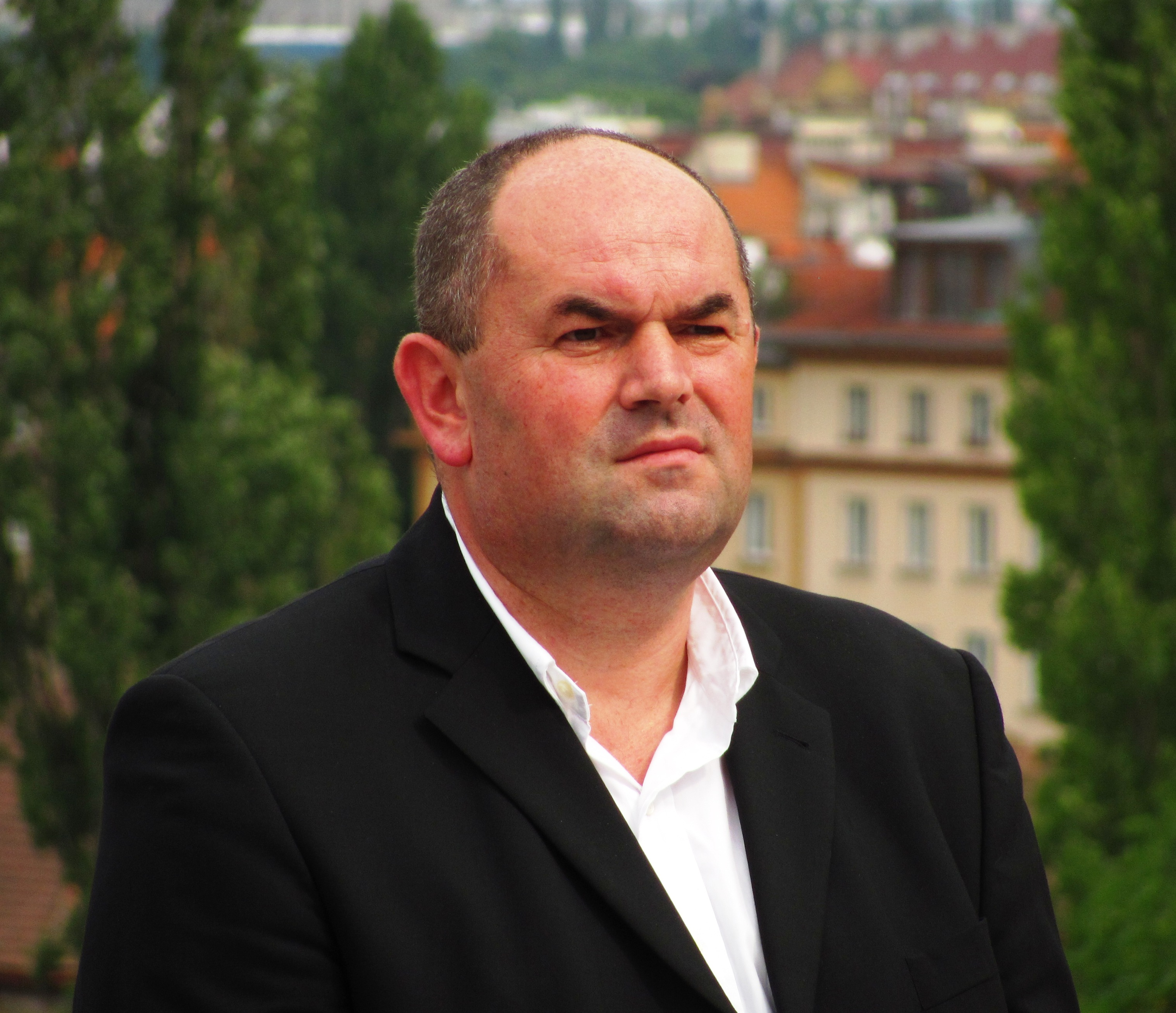
Miroslav Pelta, který se jako předseda FAČR musel potýkat s korupční kauzou v sezóně 2012/13

V tomto ročníku nejvyšší fotbalové ligy došlo ke korupčnímu skandálu, když po zápase Viktorie Plzeň se Spartou Praha, který rozhodla přifilmovaná penalta, šéf pražské Sparty Daniel Křetínský předal předsedovi fotbalové asociace Miroslavu Peltovi tašku, která měla obsahovat informace o tendenčním řízení prvoligových zápasů. Předseda fotbalové asociace Pelta následně předal vyšetřování i údajné důkazy policii.
Obvinění přidali i rozhodčí Tomáš Adámek a Pavel Býma, kteří hovořili o ovlivňování zápasů v minulém ročníku. Konkrétně se dle jejich slov mělo jednat o zápas Jablonce s Plzní z března 2012, který měl 200 tisícovým úplatkem ve prospěch Plzeňských ovlivnit bývalý funkcionář Táborska a Čáslavi Martin Svoboda napojený na západočeský klub. Oba sudí se však ještě před předvoláním před disciplinární komisi Jiřího Goldy vzdali svého členství ve FAČRu a k šetření se nedostavili. Plzeňská strana a její majitel Tomáš Paclík stejně jako Martin Svoboda se proti obviněním ostře ohradili a celou kauzu označili za konstrukt Daniela Křetínského. Paclík následně podal na sudího Adámka trestní oznámení za poškozování dobrého jména právnické osoby.
V lednu roku 2013 došla trpělivost šéfovi disciplinární komise Goldovi a stanovil termín, do kterého měl Daniel Křetínský své údajné důkazy o korupci komisi předložit, jinak počítal Golda s finanční sankcí pro sparťanského majitele. Vzápětí došlo ke zvratu, když fotbalová asociace případ odebrala z kompetence disciplinární komise a do budoucna svěřila vyšetřování korupce ve fotbale policii. Jiří Golda, předseda disciplinární komise, která v budoucnu měla na základě výsledků policie pouze vynášet tresty, v souvislosti s tímto rozhodnutím výkonného výboru odstoupil. Hovořil přitom o zametení celé kauzy pod koberec fotbalovou asociací, což předseda Miroslav Pelta odmítal.
Média v souvislosti s kauzou poukazovala na mocenský boj funkcionářů Sparty a Plzně.

### Nedůvěra fanoušků a sponzorů
Právě v souvislosti s kauzou údajné korupce došlo v podzimní části tohoto ligového ročníku i přes atraktivní fotbal a úspěchy českých týmů v zahraničí k stagnaci a dokonce úpadku diváckého zájmu o Gambrinus ligu. Mocenské boje mezi kluby však kromě některých fanoušků odradily též sponzory, když Česká spořitelna odmítla prodloužit smlouvu s fotbalovou asociací.

## Soupisky mužstev
- V závorce za jménem je uveden počet utkání a branek, u brankářů ještě počet čistých kont

### FC Viktoria Plzeň
Petr Bolek (3/0/1),
matúš Kozáčik (27/0/12) –
Roman Adamov (6/1),
Marek Bakoš (28/10),
Daniel Černý (1/0),
Marián Čišovský (23/4),
Vladimír Darida (29/6),
Michal Ďuriš (26/1),
Martin Fillo (14/0),
Marek Hanousek (10/3),
Lukáš Hejda (15/1),
Jakub Hora (12/1),
Pavel Horváth (28/4),
Daniel Kolář (21/7),
Matěj Končal (2/0),
Jan Kovařík (14/1),
David Limberský (28/0),
Edgar Malakjan (6/0),
Václav Procházka (27/5),
František Rajtoral (28/3),
Radim Řezník (26/1),
František Ševinský (14/1),
David Štípek (10/2),
Stanislav Tecl (14/0),
Martin Zeman (6/0) –
trenér Pavel Vrba, asistent Karel Krejčí

### AC Sparta Praha
Tomáš Vaclík (30/0/13) -
Bekim Balaj (12/3),
Roman Bednář (11/2),
Aleš Čermák (4/0),
Pablo Gil (2/0),
Peter Grajciar (7/0),
Mario Holek (19/0),
Josef Hušbauer (26/4),
Matěj Hybš (13/0),
Adam Jánoš (1/0),
Jiří Jarošík (21/3),
Milan Jirásek (2/0),
Pavel Kadeřábek (19/2),
Václav Kadlec (26/14),
Andrej Kerić (2/0),
Tiémoko Konaté (1/0),
Ladislav Krejčí (25/4),
Léonard Kweuke (21/6),
David Lafata (12/7),
Marek Matějovský (24/0),
Manuel Pamić (19/0),
David Pavelka (7/1),
Roman Polom (7/0),
Tomáš Přikryl (22/2),
Jiří Skalák (7/1),
Ondřej Švejdík (29/1),
Lukáš Vácha (14/1),
Vlastimil Vidlička (19/0),
Tomáš Zápotočný (15/3) –
trenér Vítězslav Lavička

### FC Slovan Liberec
David Bičík (14/0/4),
Daniel Bojčuk (1/0/0),
Zbyněk Hauzr (3/0/0),
Přemysl Kovář(13/0/8) –
Jan Blažek (14/3),
Miloš Bosančić (12/2),
Michal Breznaník (6/0),
Vladimír Coufal (10/0),
Erik Daniel (2/0),
Dzon Delarge (20/4),
Jiří Fleišman (24/2),
Martin Frýdek (14/0),
Vojtěch Hadaščok (10/1),
Luboš Hušek (6/1),
Tomáš Janů (16/0),
Miloš Karišik (14/0),
Renato Kelić (28/1),
Tomáš Komenda (1/0),
Radoslav Kováč (13/0),
Ondřej Kušnír (21/1),
Serhij Ljulka (12/0),
Jevhen Morozenko (4/0),
Zbyněk Musiol (9/2),
Moustapha Ndiaye (8/0),
Jan Nezmar (11/0),
David Pavelka (13/2),
Serhij Rybalka (14/2),
Isaac Sackey (8/0),
Maicon Souza (8/1),
Michael Rabušic (24/8),
Jiří Štajner (22/8),
Josef Šural (25/7),
Martin Tóth (4/0),
Lukáš Vácha (13/2) -

### FK Baumit Jablonec
Michal Špit (14/0/2),
Roman Valeš (18/0/7) –
Vít Beneš (29/2),
Tomáš Čížek (24/8),
Pavel Eliáš (24/1),
Anes Haurdić (3/0),
Michal Hubník (10/3),
Tomáš Jablonský (22/0),
Radim Jurča (1/0),
Jan Kopic (29/4),
Jan Kovařík (14/1),
Vojtěch Kubista (1/0),
Marek Kysela (14/0),
David Lafata (16/13),
Luboš Loučka (30/2),
Filip Novák (29/3),
Jan Pázler (10/1),
Karel Piták (26/3),
Daniel Silva Rossi (12/0),
Jakub Štochl (14/1),
Lukáš Třešňák (23/0),
Ondřej Vaněk (28/2),
Lukáš Zoubele (25/3) -
trenér Václav Kotal (1. až 25. kolo) a Roman Skuhravý a Pavel Drsek (26. až 30. kolo)

### SK Sigma Olomouc
Martin Blaha (11/0/3),
Martin Šustr (1/0/0),
Zdeněk Zlámal (19/0/6) –
Martin Doležal (24/7),
Pavel Dreksa (23/1),
Šimon Falta (5/1),
Igor Golban (2/0),
Jakub Habusta (1/0),
Marek Heinz (1/0),
Tomáš Hořava (27/0),
David Houska (5/0),
Michal Hubník (13/0),
Tomáš Janotka (14/0),
Jan Javůrek (7/0),
Zdeněk Klesnil (9/1),
Václav Koutný (9/0),
Jan Navrátil (28/6),
Michal Ordoš (24/14),
Jakub Petr (29/3),
Jakub Plšek (9/1),
Martin Pospíšil (28/1),
Jakub Rolinc (3/0),
Daniel Silva Rossi (14/0),
Jan Schulmeister (27/1),
Ondřej Sukup (2/0),
Martin Šindelář (21/0),
Aleš Škerle (21/1),
Adam Varadi (12/0),
Michal Vepřek (25/1) –
trenér Roman Pivarník (1. až 25. kolo) a Martin Kotůlek (26. až 30. kolo)

### FK Dukla Praha
Filip Rada (29/0/11) -
Tomáš Berger (25/4),
Tomáš Borek (29/7),
Tomislav Božić (23/1),
Vojtěch Engelmann (7/0),
Patrik Gedeon (27/0),
Marek Hanousek (1/0),
Pavel Hašek (18/3),
Luboš Kalouda (16/3),
Petr Malý (24/3),
Josef Marek (14/1),
Ismael Ouedraogo (3/1),
Jan Pázler (12/2),
Miroslav Podrazký (12/0),
Zbyněk Pospěch (28/9),
Vojtěch Přeučil (25/3),
Néstor Albiach Roger (13/4),
José Romera (22/0),
Jan Svatonský (12/1),
Lukáš Štetina (21/0),
Jan Vorel (29/2),
Ondřej Vrzal (28/2) -

### SK Slavia Praha
Martin Berkovec (2/0/0),
Kamil Čontofalský (27/0/12),
Matej Rakovan (1/0/0) -
Milan Bortel (12/0),
Róbert Cicman (8/0),
Marek Červenka (1/0),
Matúš Čonka (22/1),
Martin Dobrotka (9/1),
Martin Dostál (9/0),
Martin Fenin (7/0),
Tomáš Frejlach (2/0),
Marcel Gecov (12/2),
David Hubáček (23/1),
Martin Hurka (3/1),
Lukáš Jarolím (10/0),
Martin Juhar (26/3),
Karol Kisel (26/8),
Štěpán Koreš (15/0),
Martin Latka (14/2),
Tomáš Mičola (20/6),
Milan Nitrianský (25/4),
Ondřej Petrák (26/1),
Rudolf Skácel (5/0),
Viktor Šimeček (1/0),
Milan Škoda (28/4),
Dávid Škutka (12/1),
Luboš Tusjak (11/0),
Stanislav Vlček (4/0),
Jan Vošahlík (20/4),
Jaromír Zmrhal (28/1) -
trenér Petr Rada (1. až 24. kolo) a Michal Petrouš (25. až 30. kolo)

### FK Mladá Boleslav
Miroslav Miller (22/0/7),
Jan Šeda (8/0/1) –
Jan Bořil (29/0),
David Brunclík (11/1),
Kerem Bulut (4/0),
Radek Dosoudil (16/0),
Martin Fillo (8/0),
Jan Chramosta (9/0),
Tomáš Janíček (10/0),
David Jarolím (11/0),
Petr Johana (26/6),
Marek Kulič (5/0),
Ondřej Kúdela (24/1),
Jan Kysela (21/0),
Lukáš Magera (18/6),
Jakub Mareš (28/3),
Mirzad Mehanović (1/0),
Martin Nešpor (24/5),
Václav Ondřejka (13/0),
Lukáš Opiela (9/0),
Adrian Rolko (2/0),
Filip Rozsíval (2/0),
Matej Sivrić (22/4),
Roman Sloboda (9/0),
Michal Smejkal (1/0),
Jakub Synek (5/0),
Jasmin Šćuk (22/3),
František Ševinský (9/0),
Radek Šírl (12/0),
Jan Štohanzl (24/3),
Ivo Táborský (2/0),
Ondřej Zahustel (5/0),
Kristian Zbrožek (6/0) -
trenér Miroslav Koubek (1. až 6. kolo) a Ladislav Minář (7. až 30. kolo)

### 1. FC Slovácko
Milan Heča (1/0/0),
Dušan Melichárek (29/0/8) -
Vlastimil Daníček (24/1),
Libor Došek (27/13),
Lukáš Fujerik (3/0),
Martin Hála (4/0),
Roman Haša (7/1),
Marek Havlík (1/0),
Filip Hlúpik (24/2),
Stanislav Hofmann (11/0),
Milan Kerbr (26/1),
Michal Kordula (1/0),
Tomáš Košút (17/2),
Marián Kovář (24/3),
Lukáš Kubáň (14/0),
Martin Kuncl (25/1),
Marek Kuzma (5/0),
Jan Lukáš (13/1),
Jan Martykán (4/0),
Radek Mezlík (21/0),
Petr Reinberk (21/0),
Jiří Skalák (9/0),
Zdeněk Šturma (1/0),
Veliče Šumulikoski (7/0),
Michal Trávník (11/0),
Jan Trousil (28/4),
Jiří Valenta (25/3),
Ladislav Volešák (27/5) –
trenér Miroslav Soukup (1. a 2. kolo) a Svatopluk Habanec (3. až 30. kolo)

### FC Vysočina Jihlava
Jaromír Blažek (28/0/5),
Jan Hanuš (2/0/0) -
Peter Čvirik (10/0),
Petar Gavrić (4/0),
Tomáš Josl (23/0),
Marek Jungr (27/3),
Karol Karlík (23/4),
Jan Kliment (9/1),
Václav Koloušek (22/4),
Jan Kosak (18/0),
Tomáš Kučera (19/1),
Lukáš Kryštůfek (4/0),
Tomáš Marek (11/1),
Lukáš Masopust (29/1),
Muris Mešanović (12/0),
Igor Obert (12/1),
Tomáš Rada (24/1),
Tomáš Sedláček (14/0),
Arnold Šimonek (13/2),
Ondřej Šourek (28/2),
Stanislav Tecl (11/10),
Václav Tomeček (5/0),
Petr Tlustý (30/0),
Lukáš Vaculík (29/3),
David Vaněček (6/0),
Václav Vašíček (2/0) -
trenér František Komňacký

### 1. FK Příbram
Aleš Hruška (29/0/9),
Jakub Rondzik (1/0/0) -
Aleksandar Andrejević (1/0),
Martin Abraham (4/0),
Antonín Barák (1/0),
Zoran Danoski (12/1),
Radek Dejmek (16/1),
Josef Divíšek (13/0),
Tomáš Hájovský (21/1),
Marek Hanuš (1/0),
Daniel Huňa (3/0),
Jakub Jugas (23/0),
David Kalivoda (10/1),
Zdeněk Koukal (23/2),
Tomáš Krbeček (27/1),
Jan Kvída (1/0),
Martin Macháček (1/0),
Jiří Mareš (14/1),
Aziz Mašán (13/2),
Milan Mišůn (24/0),
Lukáš Pleško (25/0),
Pavel Pilík (8/0),
Tomáš Pilík (21/1),
Filip Řezáč (1/0),
Lukáš Stratil (3/0),
David Střihavka (26/2),
Martin Šlapák (24/0),
Petr Trapp (19/5),
Daniel Tarczal (14/1),
Róbert Valenta (10/1),
Tomáš Wágner (26/6) –
trenér David Vavruška (1. až 5. kolo), Karol Marko (6. až 18. kolo) a František Straka (19. až 30. kolo)

### FK Teplice
Tomáš Grigar (29/0/8),
Martin Slavík (1/0/0) -
Aldin Čajić (10/0),
Petr Dolejš (6/0),
Ján Chovanec (21/1),
David Jablonský (17/0),
Lukáš Janič (3/0),
Marek Jarolím (11/4),
Václav Ježdík (13/0),
Martin Jindráček (22/2),
Tomáš Jursa (6/0),
Josef Kaufman (13/0),
Andrej Kerić (16/0),
Karel Kodeš (1/0),
Marek Krátký (6/0),
Franci Litsingi (14/5),
Admir Ljevaković (21/0),
Petr Lukáš (14/0),
Michael Lüftner (13/1),
Aidin Mahmutović (29/12),
Milan Matula (20/2),
Alen Melunović (12/0),
Jakub Podaný (20/2),
Antonín Rosa (20/1),
Štěpán Vachoušek (28/2),
Tomáš Vondrášek (22/1),
Richard Veverka (2/0),
Egon Vůch (24/1) -
trenér Lukáš Přerost (1. až 8. kolo) a Zdeněk Ščasný (9. až 30. kolo)

### FC Zbrojovka Brno
Martin Doležal (18/0/3),
Václav Hladký (1/0/0),
Radek Petr (11/0/0) –
Jakub Brabec (18/0),
Petr Buchta (12/0),
Lamine Fall (11/1),
Tomáš Frejlach (6/2),
Petr Glaser (14/2),
Milan Halaška (11/2),
Martin Husár (26/0),
Alois Hyčka (13/0),
Milan Jurdík (10/0),
Josef Kaufman (10/0),
Miroslav Král (3/0),
Karel Kroupa (9/2),
Lukáš Křeček (1/0),
Tomáš Kunc (3/0),
Milan Lutonský (26/2),
Jan Malík (1/0),
Miroslav Marković (8/0),
Pavel Mezlík (26/3),
Petr Nekuda (2/0),
David Pašek (19/1),
Luděk Pernica (28/3),
Daniel Přerovský (15/1),
Jindřich Stehlík (2/0),
Martin Sus (20/0),
Michal Škoda (18/3),
Josip Šoljić (17/0),
Petr Švancara (19/6),
Mohamed Traoré (11/0),
Pavel Zavadil (29/4)
– trenér Petr Čuhel (1.–22. kolo), Ludevít Grmela (23.–30. kolo)

### FC Baník Ostrava
Michal Bárta (18/0/5),
Antonín Buček (11/0/0),
Jiří Pavlenka (1/0/0) -
Jan Baránek (3/0),
Milan Baroš (12/5),
Lukáš Droppa (28/0),
Antonín Fantiš (27/5),
Milan Ferenčík (1/0),
Martin Foltyn (1/0),
Michal Frydrych (28/3),
Ján Greguš (7/0),
Jan Hable (10/0),
Daniel Holzer (2/),
Zdenko Kaprálik (25/1),
Dominik Kraut (26/2),
Davor Kukec (26/5),
Martin Lukeš (23/2),
Petr Mach (18/1),
Tomáš Majtán (9/3),
Vladan Milosavljev (24/3),
Ebus Onuchukwu (6/1),
Petr Soukup (10/0),
Jaroslav Starý (4/0),
Jan Staško (11/0),
Vlastimil Stožický (12/0),
Patrizio Stronati (6/0),
Václav Svěrkoš (16/3),
Dalibor Vašenda (17/0),
Michal Velner (4/0),
Benjamin Vomáčka (20/0),
Tomáš Vrťo (5/0),
Jan Zawada (13/0),
Róbert Zeher (3/1) -
trenér Radoslav Látal (1. až 11. kolo), Martin Pulpit (12. až 28. kolo) a Vít Baránek, Tomáš Bernady a Radomír Korytář (29. až 30. kolo)

### SK Dynamo České Budějovice
Michal Daněk (28/0/5),
Zdeněk Křížek (3/0/0) –
Petr Benát (17/1),
Václav Čadek (2/0),
Jaroslav Černý (5/0),
Aleš Dvořák (1/0),
Jiří Funda (1/0),
Jan Halama (12/1),
Aleš Hanzlík (18/0),
Jakub Hora (12/2),
Ivo Horák (1/0),
Fernando Tobias de Carvalho Hudson (5/0),
Petr Javorek (22/0),
Václav Ježdík (6/0),
Michal Klesa (24/1),
Roman Lengyel (29/0),
Zdeněk Linhart (13/1),
Jaroslav Machovec (22/1),
Edgar Malakjan (5/0),
Miroslav Marković (15/3),
Hrajr Mchojan (7/1),
František Němec (4/0),
Pavel Novák (20/0),
Rudolf Otepka (14/2),
Michal Petráň (1/0),
David Radouch (2/0),
Michal Rakovan (4/0),
Jan Riegel (6/0),
Filip Rýdel (25/0),
Tomáš Řepka (10/1),
Jakub Řezníček (23/4),
Sandro (25/1),
Ivo Táborský (22/4),
Roman Wermke (5/1),
Emir Zeba (4/0) -
trenér František Cipro (1. až 6. kolo), Miroslav Soukup (7. až 16. kolo) a Pavol Švantner (17. až 30. kolo)

### SK Hradec Králové
Tomáš Koubek (20/0/4),
Jiří Lindr (10/0/2) -
Pavel Dvořák (13/3),
Milan Fukal (22/0),
Vojtěch Hadaščok (12/0),
Tomáš Hájek (fotbalista, 1991) (6/0),
Emir Halilović (13/2),
Haris Harba (27/2),
Radek Hochmeister (26/2),
Tomáš Holeš (24/1),
Peter Jánošík (16/0),
Jiří Janoušek (3/0),
Alexej Jedunov (1/0),
Filip Klapka (9/0),
Martin Kopáč (1/0),
Marek Kulič (12/1),
Tomáš Malinský (5/0),
Tomáš Mrázek (1/0),
Michal Pávek (12/1),
Marek Plašil (12/1),
Jiří Poděbradský (28/0),
Tomáš Rezek (6/0),
Petr Schwarz (13/1),
Tomáš Strnad (28/1),
Jan Šisler (26/6),
Vojtěch Štěpán (28/1),
Dušan Uškovič (6/0),
Radek Voltr (9/0),
Asim Zec (5/0),
Jaroslav Zelený (14/0) -
trenér Jiří Plíšek (1. až 24. kolo) a Luboš Prokopec (25. až 30. kolo)

## Změny trenérů
| Tým                        | Datum změny     | Kolo | Odvolaný trenér | Nově nastoupivší trenér                     |
| -------------------------- | --------------- | ---- | --------------- | ------------------------------------------- |
| 1. FC Slovácko             | 14. srpna 2012  | 3.   | Miroslav Soukup | Svatopluk Habanec                           |
| 1. FK Příbram              | 29. srpna 2012  | 5.   | David Vavruška  | Karol Marko                                 |
| SK Dynamo České Budějovice | 3. září 2012    | 6.   | František Cipro | Miroslav Soukup                             |
| FK Mladá Boleslav          | 15. září 2012   | 7.   | Miroslav Koubek | Ladislav Minář                              |
| FK Teplice                 | 29. září 2012   | 9.   | Lukáš Přerost   | Zdeněk Ščasný                               |
| FC Baník Ostrava           | 30. října 2012  | 12.  | Radoslav Látal  | Martin Pulpit                               |
| SK Dynamo České Budějovice | 19. února 2013  | 16.  | Miroslav Soukup | Pavol Švantner                              |
| 1. FK Příbram              | 11. března 2013 | 19.  | Karol Marko     | František Straka                            |
| FC Zbrojovka Brno          | 9. dubna 2013   | 22.  | Petr Čuhel      | Ludevít Grmela                              |
| FC Hradec Králové          | 21. dubna 2013  | 24.  | Jiří Plíšek     | Luboš Prokopec                              |
| SK Slavia Praha            | 30. dubna 2013  | 25.  | Petr Rada       | Michal Petrouš                              |
| FK Baumit Jablonec         | 5. května 2013  | 26.  | Václav Kotal    | Roman Skuhravý, Pavel Drsek                 |
| SK Sigma Olomouc           | 6. května 2013  | 26.  | Roman Pivarník  | Martin Kotůlek                              |
| FC Baník Ostrava           | 30. května 2013 | 29.  | Martin Pulpit   | Vít Baránek, Tomáš Bernady, Radomír Korytář |